# 王霞林
王霞林（1937年—），男，江苏扬州人，中华人民共和国政治人物，曾任中共江苏省委常委、省委宣传部长，江苏省人大常委会副主任、党组副书记。